# 长治市
长治市，古称上党、潞州，是中华人民共和国山西省下辖的地级市，地处山西省东南部，晋冀豫三省交界。市境南界晋城市，西邻临汾市，北接晋中市，东与河北省邯郸市及河南省安阳市毗邻。地处黄土高原东南缘，东倚太行山，西靠太岳山，中部为上党盆地。浊漳河北源、西源、南源于境内汇合，向东流出境，沁河发源于市境西部。市人民政府驻潞州区英雄中路68号。

## 历史沿革
长治市古为“上党”、“潞州”地域，其历史上常为兵家必争之地。

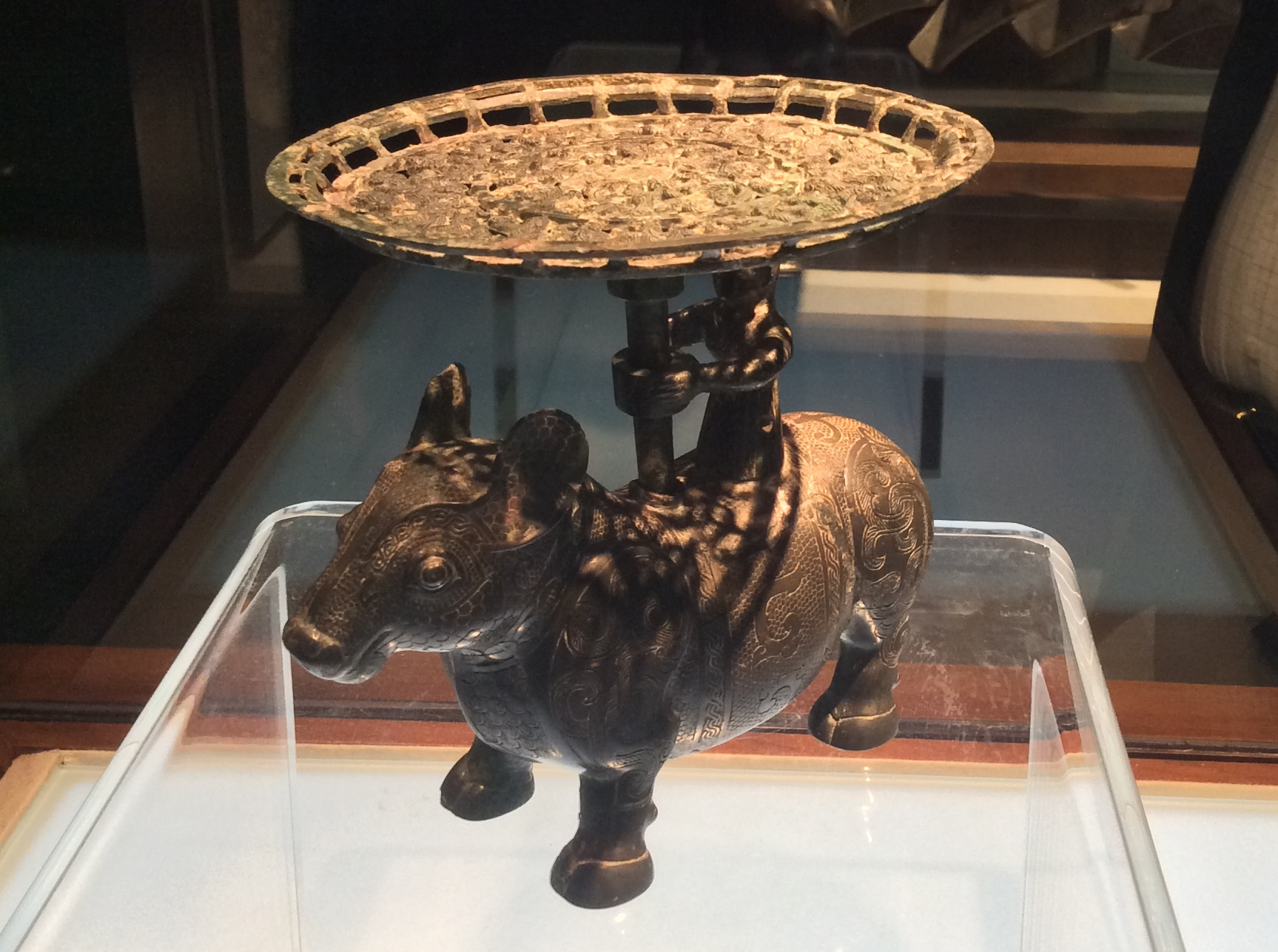
分水岭东周墓地126号墓出土的铜牺立人擎盘，山西博物院藏

殷商时为黎国，属冀州。春秋时期曾为潞子婴儿国，后并于晋国。战国时，此地域归属韩国管辖。周显王二十一年（前348年），韩国在此地设上党郡，后又归于赵国。东汉刘熙《释名》曰：“党，所也。在山上，其所最高，故曰上也。”秦王政二十六年（前221年），秦始皇统一中国，实行郡县制，上党郡为开国36郡之一。西汉、东汉沿用秦制，上党郡属并州。汉建安十八年（213年），上党郡入冀州。三国时期，魏黄初元年（220年），上党郡复归并州。
西晋永兴元年（汉元熙三年，304年），匈奴人刘渊起兵反晋，建国号为“汉”，上党郡归其管辖。东晋大兴二年（319年），前赵羯族将领石勒与刘曜决裂，自立政权，后灭掉“前赵”，建立“后赵”，上党郡归之。东晋永和六年（350年），石虎（石勒之侄）养孙冉闵乘后赵内乱尽杀石氏子孙及羯胡，自立为帝，改国号魏，史称冉魏，上党郡归于冉魏。永和八年（352年），前燕慕容俊杀死冉闵并称帝，前燕版图扩大，收上党郡。东晋太和五年（370年），前秦的苻坚、王猛率部灭前燕，而后几年内逐步统一中国北方，上党郡入前秦。但鼎盛期后，其领地渐渐缩小。最终于东晋太元十九年（394年）被后秦和西秦所灭。太元十一年（386年），西燕皇族河东王慕容永率众鲜卑贵族从关中东归，占据长子（今长子县以西）称帝，上党郡归西燕；同年，前燕贵族慕容垂定都中山（今河北定州），称帝，史称“后燕”，并与同为宗室的西燕争夺燕国的领导权。太元十九年（394年），后燕慕容垂杀死慕容永及其公卿大將三十多人，灭西燕，上党郡归后燕。

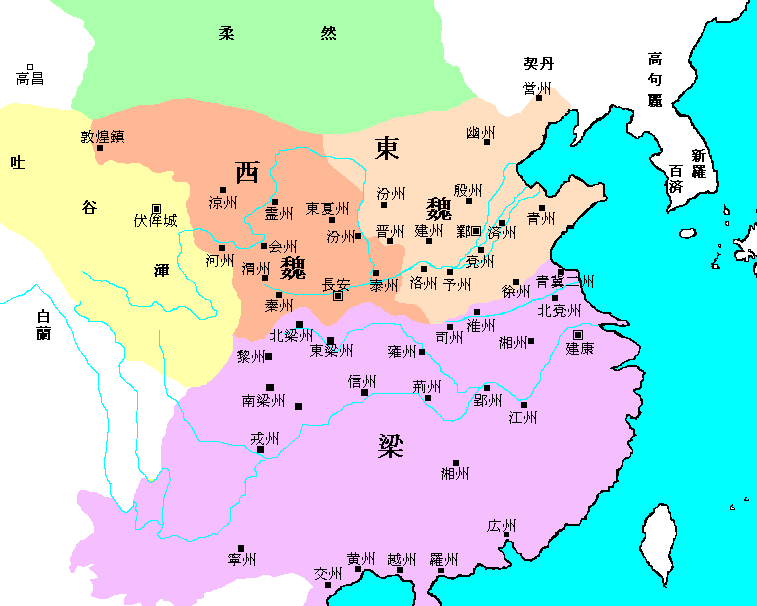
上党郡所在位于西魏与东魏交接地带

北魏太延二年（436年），北魏（386年拓跋珪建国称帝，建都今山西大同）灭北燕并逐步统一中国北方，上党郡归之。534年至535年，北魏衰落，权臣鲜卑人宇文泰拥立北魏孝文帝的孙子元宝炬为帝，史称“西魏”。同时，权臣高欢拥立北魏孝文帝11岁的曾孙元善见为帝，史称“东魏”。上党郡属两魏交接地带，归属未明。但西魏治国屡胜东魏。西魏于557年被宇文泰所灭，建立北周。东魏于550年被高欢所灭，建立北齐。北齐于577年被北周所灭，上党郡归之。北周建德七年（578年），北周武帝宇文邕分上党郡置潞州，是为潞州建置之始，上党郡属潞州。潞州得名于潞子之国。
隋开皇元年（北周大定元年，581年），杨坚取代北周，隋朝开国。开皇三年（583年），废上党郡，移潞州于壶关。大业元年（605年），改潞州为上党郡，隶冀州。619年，隋朝被王世充所灭。随后，唐朝建立。此间未改行政区划。唐武德年间，改上党郡为潞州，并置都督府。唐玄宗开元十七年（729年），以玄宗李隆基曾任潞州别驾的原故，设大都督府，并置上党郡。开元二十一年（733年），潞州、上党郡属河东道。大历元年（766年），置昭义军（至德初称为“上党节度使”，宝应初改称“泽潞节度使”）。五代后唐庄宗初，置潞州。梁末帝时（913年－914年），改为匡义军。岁余，后唐灭后梁，改为安义军。后晋（936年－947年），复为昭义军。后汉和后周（947－960）循旧制。
宋朝时，太平兴国初（976为元年），改昭义军为昭德军，后为潞州。北宋元丰年间，为隆德府、大都督府、上党郡、昭义军，隶河东路。建中靖国元年（1101年），昭义军改为威胜军。崇宁三年（1104年），复为隆德府，后为昭德军。金代潞州隶河东南路。金天会六年（1128年），置潞南辽沁观察处。元朝潞州属晋宁路。元初为隆德府（行都元帅府事）。元太宗三年（1231年），复为潞州，隶平阳路。明洪武元年（1368年），沿用元制。洪武初潞州隶行中书省布政使司；洪武二年（1369年），隶山西中书省。九年（1376年），隶布政司。嘉靖八年（1529年）二月，升潞州为潞安府，设潞安兵备，分巡冀南道，治潞安。清朝沿用明制，潞安府治今长治城。
中华民国元年（1912年），实行省、道、县三级制，废潞安府，原潞安府所领各县均属冀宁道；同年4月，于今长治市置潞泽辽沁镇守使署。民国5年（1916年）改为潞泽辽沁营务处。民国13年（1924年），撤销营务处。民国19年（1930），撤销冀宁道，各县直隶山西省。民国26年（1937年），山西省政府（阎锡山政权）置第三、第五专区。中国抗日战争时期，中国共产党以太行、太岳山为依托，建立了根据地。第二次国共内战时期，历经上党战役，长治于1945年10月8日由中共占领。当月中旬，长治市（县级）建立，成为中国共产党控制的地区中最早设立的城市之一，隶太行四专区。1946年6月，长治市直隶太行区。
1950年3月，长治市改为长治工矿区（县级）。1952年3月，工矿区复为长治市，并恢复为省辖市，由长治专区代管。1953年7月1日，长治市改由山西省直辖。1958年，长治专区改为晋东南专区，代管长治市。1971年，晋东南专区改为晋东南地区。1975年，长治市复由山西省直辖，设城、郊两区。1983年9月，长治市辖城、郊两区和长治、潞城2县。1985年5月，晋东南地区撤消，晋东南地区所辖平顺、壶关、黎城、屯留、长子、武乡、沁源、襄垣、沁县划归长治市领属，长治市辖2区11县（市）。
2018年6月19日，国务院批复同意调整长治市部分行政区划，撤销城区、郊区，合并设立潞州区；撤销长治县、屯留县、潞城市，分别设立上党区、屯留区、潞城区。同年11月23日，新设立的潞州区、上党区、屯留区、潞城区正式挂牌。

## 地理

### 地貌及水文
长治市位于山西省东南部，平均海拔1000米，地处北纬35°49＇至37°07＇，东经111°59＇至113°44＇。东倚太行山，与河北、河南两省为邻，西屏太岳山，与临汾市接壤，南部与晋城市毗邻，北部与晋中市交界。东西长150千米，南北宽140千米，总面积为13955平方千米，占全省总面积的8.90%。2018年11月行政区划调整后，市辖区面积2631.3平方千米。
长治市分属海河、黄河两流域。其中，海河流域面积11103平方千米，占79.9％；黄河流域面积2793平方千米，占20.1％。主要河流有海河流域的浊漳河、清漳河、卫河和黄河流域的沁河等。长治市主要水源为辛安泉，出露于潞城、黎城、平顺三县交界地带，泉域面积10950平方千米，涵盖长治市除沁源县之外的11个县区，为山西省第二大岩溶泉。

### 气候
| 1981–2010年间长治市的平均气象数据            | 1981–2010年间长治市的平均气象数据 | 1981–2010年间长治市的平均气象数据 | 1981–2010年间长治市的平均气象数据 | 1981–2010年间长治市的平均气象数据 | 1981–2010年间长治市的平均气象数据 | 1981–2010年间长治市的平均气象数据 | 1981–2010年间长治市的平均气象数据 | 1981–2010年间长治市的平均气象数据 | 1981–2010年间长治市的平均气象数据 | 1981–2010年间长治市的平均气象数据 | 1981–2010年间长治市的平均气象数据 | 1981–2010年间长治市的平均气象数据 | 1981–2010年间长治市的平均气象数据 |
| 月份                                         | 1月                               | 2月                               | 3月                               | 4月                               | 5月                               | 6月                               | 7月                               | 8月                               | 9月                               | 10月                              | 11月                              | 12月                              | 全年                              |
| -------------------------------------------- | --------------------------------- | --------------------------------- | --------------------------------- | --------------------------------- | --------------------------------- | --------------------------------- | --------------------------------- | --------------------------------- | --------------------------------- | --------------------------------- | --------------------------------- | --------------------------------- | --------------------------------- |
| 平均高温 °C（°F）                            | 2.2 (36.0)                        | 5.3 (41.5)                        | 10.9 (51.6)                       | 19.0 (66.2)                       | 24.1 (75.4)                       | 27.6 (81.7)                       | 28.2 (82.8)                       | 26.7 (80.1)                       | 22.7 (72.9)                       | 17.2 (63.0)                       | 10.0 (50.0)                       | 3.7 (38.7)                        | 16.5 (61.7)                       |
| 日均气温 °C（°F）                            | −4.7 (23.5)                       | −1.4 (29.5)                       | 4.2 (39.6)                        | 11.9 (53.4)                       | 17.3 (63.1)                       | 21.1 (70.0)                       | 22.5 (72.5)                       | 20.8 (69.4)                       | 16.2 (61.2)                       | 10.5 (50.9)                       | 3.3 (37.9)                        | −3.0 (26.6)                       | 9.9 (49.8)                        |
| 平均低温 °C（°F）                            | −9.9 (14.2)                       | −6.4 (20.5)                       | −1.1 (30.0)                       | 5.7 (42.3)                        | 11.1 (52.0)                       | 15.1 (59.2)                       | 17.6 (63.7)                       | 16.2 (61.2)                       | 10.9 (51.6)                       | 4.8 (40.6)                        | −2.0 (28.4)                       | −8.0 (17.6)                       | 4.5 (40.1)                        |
| 平均降水量 mm（）                            | 5.2 (0.20)                        | 9.0 (0.35)                        | 18.2 (0.72)                       | 24.7 (0.97)                       | 52.9 (2.08)                       | 72.1 (2.84)                       | 123.2 (4.85)                      | 119.0 (4.69)                      | 65.1 (2.56)                       | 35.9 (1.41)                       | 16.0 (0.63)                       | 5.9 (0.23)                        | 547.2 (21.53)                     |
| 平均降水天数（≥ 0.1 mm）                     | 3.3                               | 4.4                               | 6.7                               | 5.3                               | 8.8                               | 10.5                              | 13.8                              | 12.1                              | 6.7                               | 6.3                               | 4.5                               | 3.1                               | 85.5                              |
| 平均相對濕度（％）                           | 53                                | 54                                | 53                                | 49                                | 55                                | 61                                | 76                                | 79                                | 74                                | 65                                | 58                                | 54                                | 61                                |
| 来源1：中国气象局                            |                                   |                                   |                                   |                                   |                                   |                                   |                                   |                                   |                                   |                                   |                                   |                                   |                                   |
| 来源2：中国天气网（1971–2000年间的降水天数） |                                   |                                   |                                   |                                   |                                   |                                   |                                   |                                   |                                   |                                   |                                   |                                   |                                   |

## 政治

### 现任领导
| 机构     | · 中国共产党 · 长治市委员会 | 长治市人民代表大会 常务委员会 | 长治市人民政府    | · 中国人民政治协商会议 · 长治市委员会 |
| 职务     | 书记                        | 主任                          | 市长              | 主席                                  |
| -------- | --------------------------- | ----------------------------- | ----------------- | ------------------------------------- |
| 姓名     | 丁小强                      | 吴小华                        | 陈向阳            | 李敏                                  |
| 民族     | 汉族                        | 汉族                          | 汉族              | 汉族                                  |
| 籍贯     | 江苏省东台市                | 江西省余干县                  | 山西省长子县      | 山西省霍州市                          |
| 出生日期 | 1972年12月（52歲）          | 1968年6月（57歲）             | 1969年4月（56歲） | 1968年1月（57歲）                     |
| 就任日期 | 2024年12月                  | 2022年2月                     | 2023年3月         | 2022年2月                             |

### 历任领导
| 市委书记 - 赵连胜（1974年12月－1977年9月） - 陈杰（1977年9月－1982年1月） - 李惠春（1981年11月－1985年5月） - 武玉铭（1985年5月－1986年10月） - 张正书（1986年10月－1990年11月） - 光敏（1990年11月－1993年2月） - 张秉法（1993年2月－1995年12月） - 谢栓贵（1995年12月－1997年12月） - 阎爱英（1997年12月－2000年2月） - 吕日周（2000年2月－2003年2月） - 张兵生（2003年2月－2006年2月） - 杜善学（2008年2月－2011年1月） - 田喜荣（2011年1月－2013年2月） - 马天荣（2013年2月－2016年5月） - 席小军（2016年5月－2018年1月） - 孙大军（2018年2月－2021年3月） - 杨勤荣（2021年3月－2023年3月） - 陈耳东（2023年3月－2024年12月） - 丁小强（2024年12月－） | 市革命委员会主任 - 王志明（1975年1月－1979年11月） - 王太魁（1979年11月－1983年1月） 市长 - 王太魁（1983年1月－1983年10月） - 谢拴贵（1983年10月－1985年6月） - 张泽宇（1985年6月－1986年10月） - 杨月生（1986年10月－1991年8月） - 曹中厚（1991年8月－1993年3月） - 田畛（1993年3月－1994年7月） - 谢栓贵（1994年8月－1996年5月） - 申联彬（1996年5月－1998年4月） - 焦宝林（1998年4月－1998年11月） - 郭有勤（1999年6月－2001年8月） - 张兵生（2001年8月－2003年2月） - 杜善学（2003年2月－2008年2月） - 张保（2008年2月－2013年2月） - 席小军（2013年2月－2016年5月） - 卢建明（2016年5月－2017年12月） - 杨勤荣（2017年11月－2021年4月） - 王俊飚（2021年4月－2021年9月） - 陈耳东（2021年9月－2023年3月） - 陈向阳（2023年3月－） |

### 行政区划
长治市现辖4个市辖区、8个县。
- 市辖区：潞州区、上党区、屯留区、潞城区
- 县：襄垣县、平顺县、黎城县、壶关县、长子县、武乡县、沁县、沁源县

## 人口
截至2022年底，长治市总人口为314.2万人。全年全市出生人口2.2万人，人口出生率为7.07%；死亡人口2.8万人，死亡率为8.79%。
根据2020年第七次全国人口普查，全市常住人口为3,180,884人。同第六次全国人口普查的3,334,565人相比，十年共减少了153,681人，下降4.61%，年平均增长率为-0.47%。其中，男性人口为1,618,349人，占总人口的50.88%；女性人口为1,562,535人，占总人口的49.12%。总人口性别比（以女性为100）为103.57。0－14岁的人口为524,264人，占总人口的16.48%；15－59岁的人口为2,047,350人，占总人口的64.36%；60岁及以上的人口为609,270人，占总人口的19.15%，其中65岁及以上的人口为412,263人，占总人口的12.96%。居住在城镇的人口为1,796,139人，占总人口的56.47%；居住在乡村的人口为1,384,745人，占总人口的43.53%。

### 民族
全市常住人口中，汉族人口为3,154,873人，占99.18%；各少数民族人口为26,011人，占0.82%。与2010年第六次全国人口普查相比，汉族人口减少155,854人，下降4.71%，占总人口比例下降0.1个百分点；各少数民族人口增加2,173人，增长9.12%，占总人口比例增加0.1个百分点。

## 资源

### 动物
境内有野生动物243种，其中，兽类6目15科45种，国家一级保护动物2种：金钱豹、原麝；国家二级保护动物4种：石貂、青鼬、水獭、猕猴；省重点保护动物4种：刺猬、复齿鼯鼠、飞鼠、小麝鼩；鸟类16目40科177种。

### 植物
植物资源以针阔混交林为主，夹杂有灌木和草本植物。沁源灵空山保存有二三百年的天然林群落。经济林木主要是木本粮油和水果林。国家和省重点保护野生植物有南方红豆杉、核桃楸、紫椴、刺五加、水曲柳、漆树、脱皮榆、刺楸、流苏树、党参和桔梗等二十余种。

### 矿产
矿产资源较为丰富，全市12个县（区）除沁县矿产资源较为贫乏外，其他县（区）都分布有各具特色和优势的矿产资源。主要有煤、铁、石灰岩、矿泉水等矿产资源，兼有硫铁、硫磺、锰铁、钛、铜、铝矾土、油岩、石灰岩、大理石、白云石、石英、云母、石膏、陶土等。最具优势的矿产是煤炭、铁和石灰石。长治市是国家重点产煤市之一，2019年，全市原煤产量1.3亿吨，已探明的煤层气储量5700多亿立方米，埋层浅，开采条件好。

### 特产
特产有沁州黄小米、党参、紫团参、潞城中药大风丸、荫城铁货、潞麻、长子县乐器、草帽辫。

## 经济
长治市是新兴的工业城市和晋东南工商业中心。农业以粮食种植业为主，是重要的粮食生产基地。乡镇工业成为农村经济的支柱。GDP长期位列山西省第二名。2018年11月2日，荣获“山西优质小米强市”称号。

## 交通

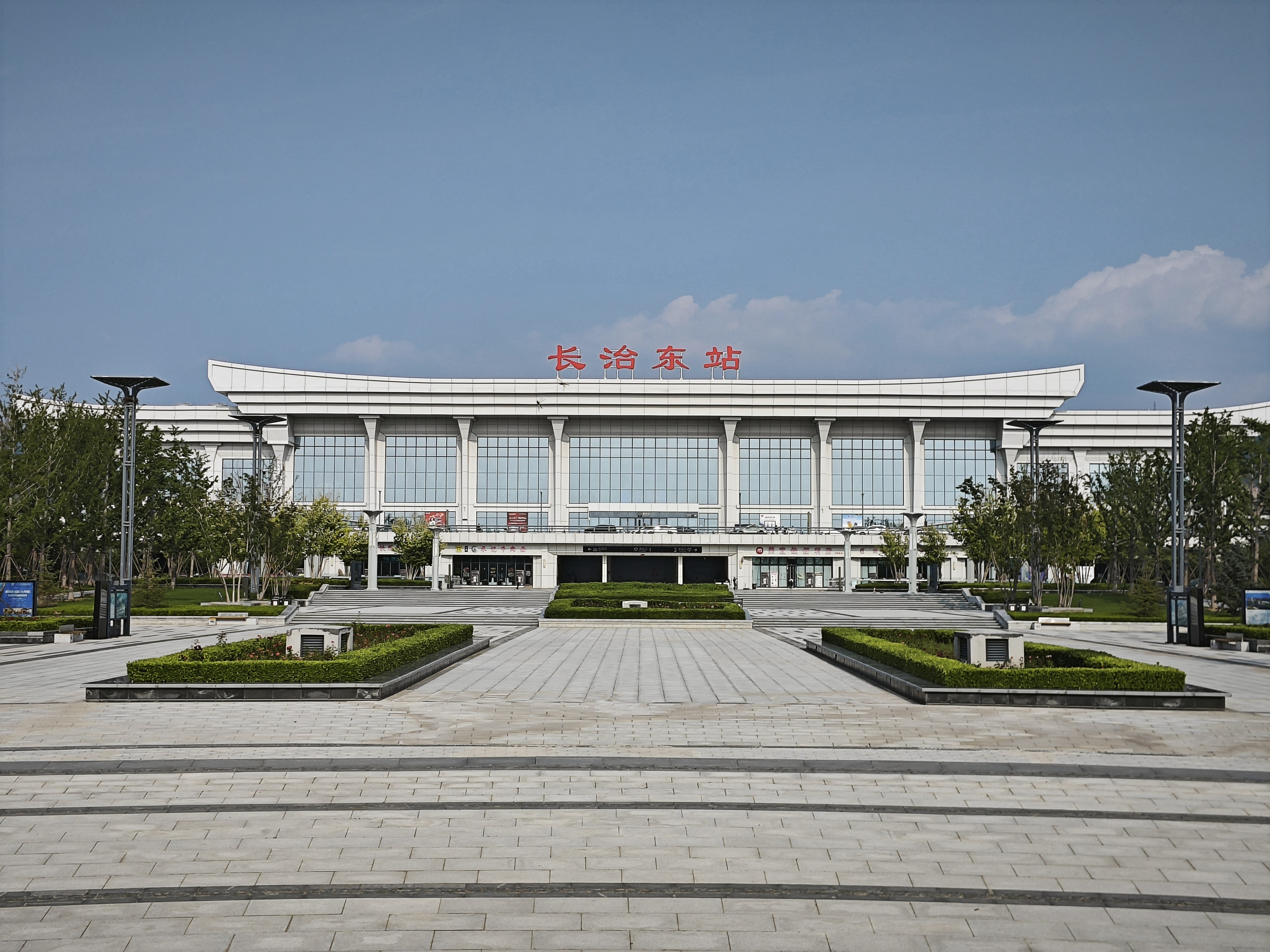
郑太高速铁路长治东站

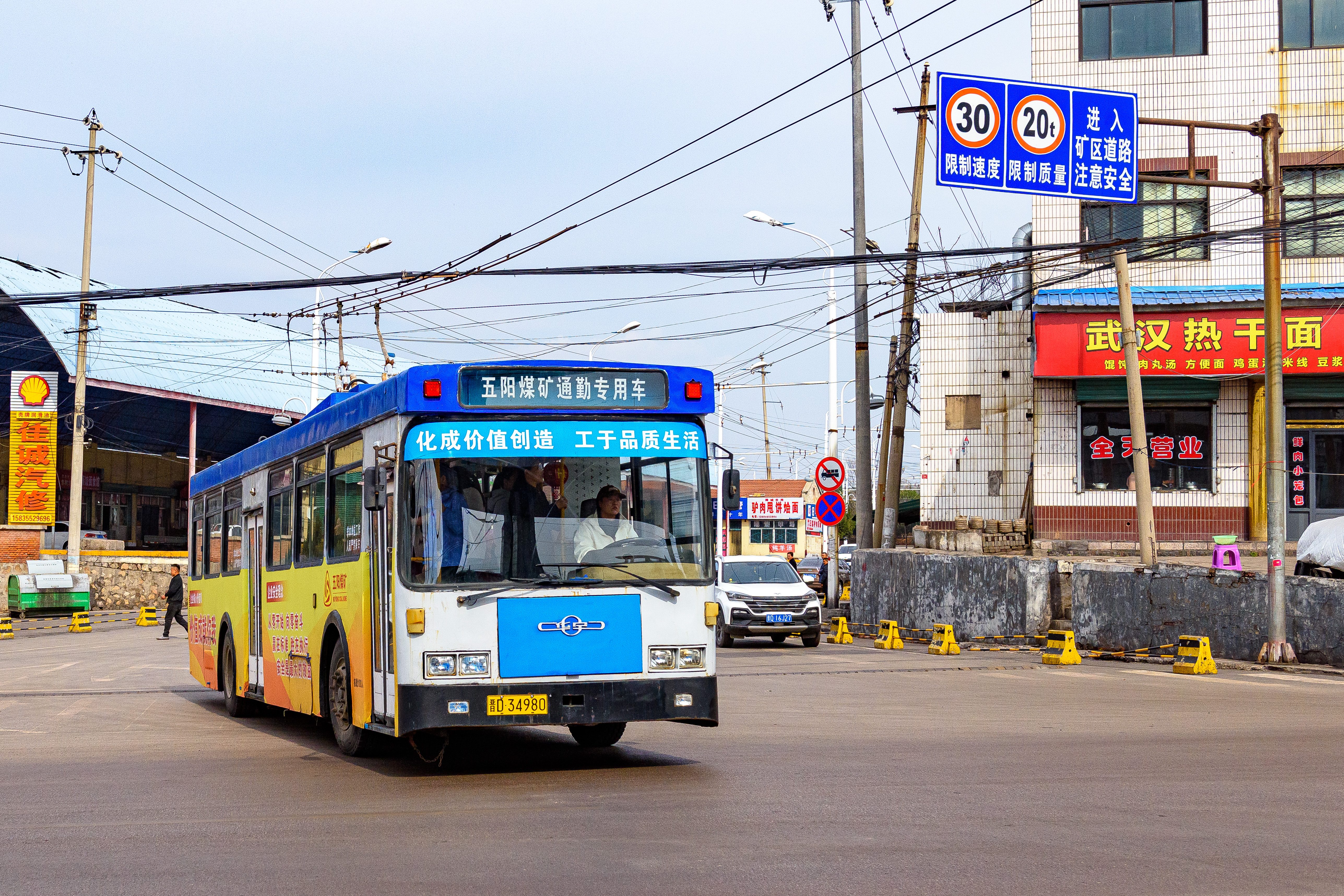
襄垣县王桥镇五阳煤矿通勤無軌電車为中国现存唯一一个非城市公交业者运营的无轨电车系统

### 铁路
- 太焦铁路、邯长铁路、瓦日铁路、郑太高铁

### 公路
高速公路
- 二广高速
  - 太长高速公路（太原-长治）
  - 长晋高速公路（长治-晋城）
- 青兰高速
  - 长邯高速公路（长治-邯郸）
  - 长临高速公路（长治-临汾）
- 安长高速（长治-安阳）
- 长延高速（长治-延安）

普通国道
- 207国道
- 208国道
- 309国道
- 341国道

### 航空
- 长治王村机场

### 公共交通
- 长治公交

## 教育
- 高校有：长治医学院、长治学院、山西机电职业技术学院等；
- 高中有：长治一中、长治二中、长治三中、长治四中、长治五中、长治六中、长治七中、长治八中、长治九中、长治十中、长治十二中、长治十三中、长治十五中、长治十六中、长治十七中、长治十九中等市直高中，省管高中长治学院附属太行中学校等。
- 中职有：长治卫生学校、长治第一职业中学、长治第二职业中学、长治市文化艺术学校等。

## 医疗
- 三级甲等：长治医学院附属和平医院、长治医学院附属和济医院、长治市第一人民医院、北大医疗潞安医院
- 二级甲等：长治市妇幼保健院、长治市第二人民医院、长治市中医医院、长治市中医研究所附属医院
- 各县区、矿区、厂区职工医院

## 文化
- 上党梆子是山西省的四大梆子之一。
- 尚有上党落子、长治鼓书、八音会等多样的文化艺术形式在这片土地上广泛流行。

### 方言
大部分县市方言属于晋语上党片。

## 全国重点文物保护单位
- 八路军总司令部旧址
- 法兴寺
- 天台庵
- 大云院
- 龙门寺
- 崇庆寺
- 正觉寺
- 观音堂
- 潞安府城隍庙
- 淳化寺
- 明惠大师塔
- 九天圣母庙
- 沁县大云院
- 洪济院
- 武乡县大云寺
- 会仙观
- 三嵕庙
- 原起寺
- 佛头寺
- 灵泽王庙
- 东邑龙王庙
- 回龙寺
- 普照寺大殿
- 昭泽王庙
- 天王寺
- 夏禹神祠
- 长治玉皇观
- 真泽二仙宫
- 宝峰寺
- 襄垣文庙
- 潞安府衙
- 金灯寺石窟
- 黄崖洞兵工厂旧址
- 西周黎侯墓群
- 先师和尚舍利塔
- 小张碧云寺大殿
- 布村玉皇庙
- 韩坊尧王庙大殿
- 长子崔府君庙大殿
- 襄垣永惠桥
- 李庄文庙
- 义合三教堂
- 下霍护国灵贶王庙
- 前万户汤王庙
- 庄头天仙庙
- 中漳伏羲庙
- 襄垣昭泽王庙
- 长宁大庙
- 南涅水洪教院
- 马厂崇教寺
- 武乡真如寺
- 襄垣五龙庙
- 辛村天齐王庙
- 大中汉三嵕庙
- 北和炎帝庙
- 北社三嵕庙
- 北社大禹庙
- 北甘泉圣母庙
- 李庄武庙
- 关村炎帝庙
- 石室蓬莱宫
- 灵空山圣寿寺
- 西青北大禹庙
- 黎城城隍庙
- 南涅水石刻
- 太岳军区司令部旧址

## 名胜古迹
- 上党门
- 正觉寺
- 法兴寺（长子县）
- 老顶山－炎帝像、百草堂（城区）
- 天下都城隍（全国唯一一个不在城市内的城隍庙）
- 长治县都城隍庙
- 崇庆寺（长子县）

## 友好城市[16]
- 美国宾夕法尼亚州雷丁
- 法國 瓦勒德布里埃
- 法國 孚日圣迪耶
- 德国北莱茵-威斯特法伦州马尔
- 新西兰惠灵顿大区上哈特
- 光州广域市